# 加森勝雄
加森 勝雄（かもり かつお、1907年6月19日 - 1998年6月22日）は、日本の実業家。加森観光創業者。北海道帯広市出身。

## 来歴
北海中学校卒業、日本大学専門部法科中退。1930年に釧路市内の雑穀商に勤務し経営を学び、1933年釧路で製薬会社・星製薬の東北海道販売代理店を始めて成功をおさめる。その後1939年には星製薬の道内全域の事業を統一した星製薬北海道配給株式会社を創立する。
その後は大谷重工業社長の大谷米太郎が星製薬を買収した事をきっかけに医薬品事業から手を引き、1952年札幌で貸ビル業を開業し翌1953年に加森産業を設立。十分な資産を築いたこともあり昭和20年代末には実業界から手を引くことを考えたものの、知人から登別でのロープウェイ建設事業に熱心に誘われたことをきっかけに、1956年に登別温泉ケーブルを設立して観光業に事業を拡大し、1958年には登別クマ牧場を開設した。1981年にルスツリゾート経営のため、加森観光を設立して社長に就任。1989年にはアメリカのスティームボートスキー場を買収し地域開発への貢献を讃えてコロラド州から名誉州民賞を贈られる。1992年に社長の座を長男の加森公人に譲って会長に退き、以後亡くなるまでその職にあった。
また、動物学者で元北海道大学教授の犬飼哲夫とともに、ヒグマの種の保存活動にも尽力した。
1998年6月22日に急性肺炎により死去、没後従六位に叙される。

## 経営方針
新規事業に乗り出す際には「マイナス面を潰すことだけを考えよ」の発想で検討し、全ての角度から考えマイナス面を全て打ち消すことで赤字を生まない形で事業を行うべきとしている。また「実力以上に背伸びしかねない」との思いから手形を使わず、また奉仕の精神を大事にし社会全体への奉仕を通し企業が健全に成長するとの思いを持つ。